# LUV ME, LUV ME
「LUV ME, LUV ME」(らぶみー, らぶみー）は、手越祐也の楽曲。3枚目の配信限定シングルとして2021年9月22日にフォーライフミュージックから発売。

## 概要
- 6か月連続配信プロジェクト第三弾。
- TikTok振付師・えりなっちが振り付けを担当。

## 収録曲
1. LUV ME, LUV ME
作詞：ame
作曲：Einar Eriksen Kvaløy, Simen Moxness Berg, Henrik Heaven

## リリース
2021年9月22日から配信リリース。品番はDISA-0301。